# 三伏贴
三伏贴又称三伏天灸，是一种源于清朝的中药疗法，以冬病夏治为原理，在一年中最炎熱的三天（三伏天）將中藥敷貼在特定穴位上，据信可以治療秋冬發作的疾病。
敷貼的膏药如提款卡大小，一般四个为一组使用，针对不同的疾病，一般要将四片膏药一起贴在后背的不同位置，保持八小时即可揭下。
三伏天是以黄曆推算，於夏至後的第三個庚日為初伏，第四個庚日（十天後）為中伏，立秋后第一个庚日（再十或二十天後）為末伏，均為一年內最炎熱的日子，人體陽氣最為旺盛。
進行三伏天灸時會使用辛溫的外用藥材，如生姜、白芥子、麝香、細辛，敷貼於特定的身體穴位上，据信可防治過敏性鼻炎、咽喉炎、哮喘、咳嗽、慢性支氣管炎等秋冬发作的疾病。
中国大陸政府鼓励民众使用三伏贴预防疾病，三伏贴属于医疗保险报销范围。台灣並未將三伏貼列入全民健康保險之給付範圍，需自費。

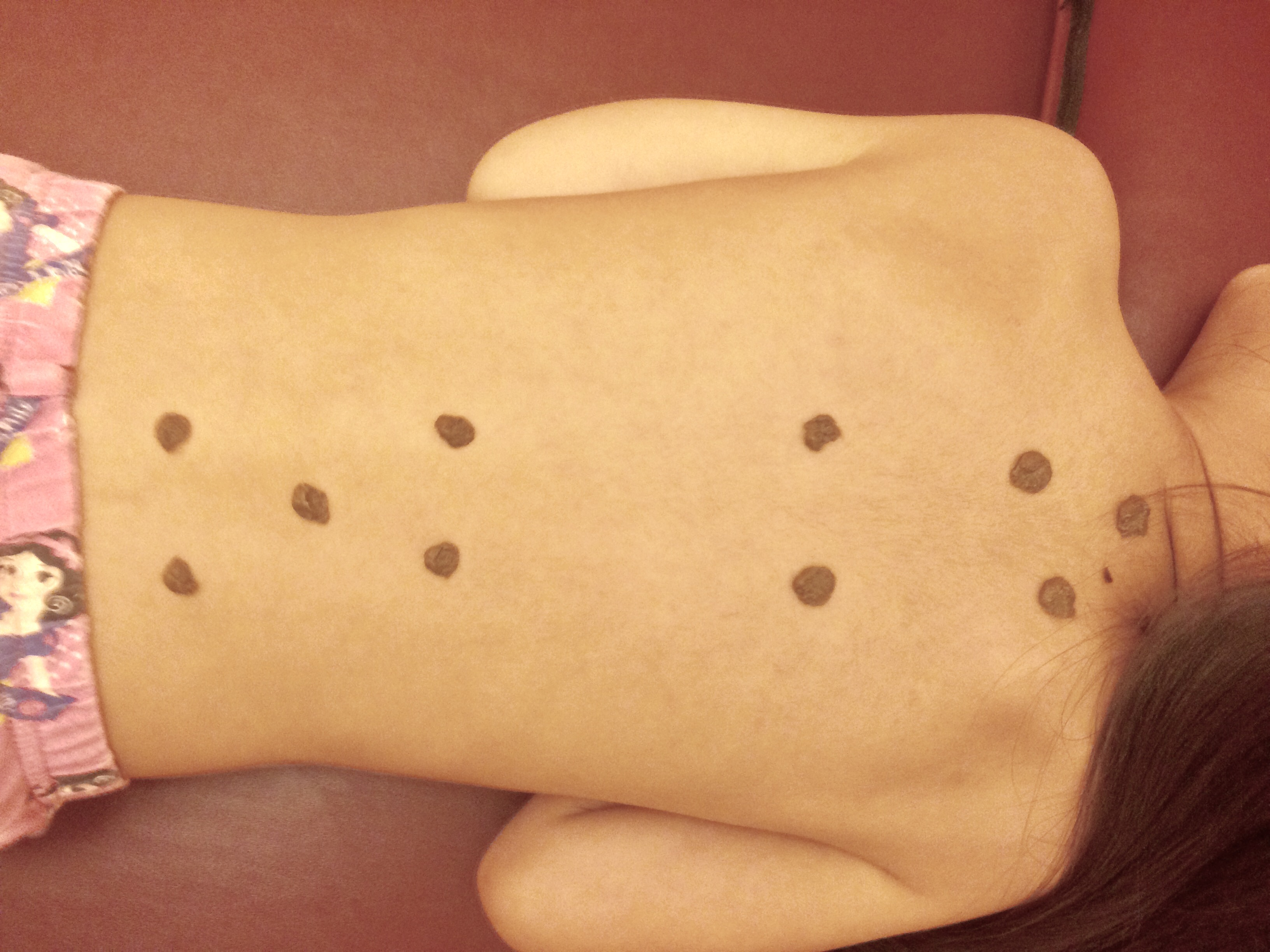
中醫療法三伏貼